# Симбелин
Симбелин (енгл. Cymbeline) јесте трагедија Виљема Шекспира написана око 1610. године. Радња је смештена у древну Британију и заснована је на легендама насталим за време британског краља Кунобелина, који је био келтског порекла. Дело је наведено као трагедија у Првом фолију, али је савремени критичари већином класификују као романсу. Прво одигравање је забележио Сајмон Форман и било је априла 1611. године у Лондону. Након тога писани извештаји о одигравању драме не постоје, све до 1634. године када је представа поново оживела на двору Чарлса I и Хенријете.
Сличности између Симбелина и историјских извештаја о римском цару Августу навеле су историчаре и критичаре да драму тумаче као став Шекспира који изражава подршку политичким схватањима британског краља Џејмса I који је себе сматрао британским Августом.
На српски језик превели су је Живојин Симић и Сима Пандуровић.

## Ликови
| - Симбелин, краљ Британије - Клотен, краљичин син од првог мужа - Постхум Леонат, племић, Имогенин муж - Беларије, прогнани племић под лажним именом Морган - Гвидерије и Арвираг, Симбелинови синови, под лажним именима Полидор и Кадвал - Филарио, Постхумов пријатељ, Италијан - Јакимо, Филаријев пријатељ, Италијан | - Француски племић, Филаријев пријатељ - Кај Луције, римски војсковођа - Писанио, Постхумов слуга - Корнелије, лекар - Краљица, Симбелинова жена - Имогена, Симбелинова кћи од прве жене - Хелена, Имогенина дворкиња |

## Радња
Радња се дешава у Британији и Италији при крају владавине Октавијана Августа (30. п. н. е.-14. н.е).

### Први чин
Имогена, кћи јединица Симбелина, краља Британије, тајно се удала за очевог пажа Постхума Леоната, чувеног по мудрости, лепоти и јунаштву, уместо да се по очевој жељи уда за кнеза Клотена, охолог, грубог и исквареног сина своје маћехе. Пошто је својим браком из љубави омела очеве политичке планове (пошто се као његова једина наследница удала за човека нижег порекла), Имогена је кажњена кућним притвором, а њен муж Леонат прогонством, које проводи у Риму код очевог пријатеља, римског племића Филарија. У Риму упознаје младог племића Јакима, и неопрезно хвали мудрост и поштење своје жене, након чега га Јакомо изазове на опкладу (десет хиљада дуката у замену за Имогенин дијамантски прстен) да ће у два разговора успети да заведе Имогену и донети доказа о томе, или ће изаћи на двобој са Леонатом због увреде части његове жене. Са Леонатовим писмом Јакимо одлази у Британију, где га Имогена прима као пријатеља. Он покушава да заведе Имогену клевећући Леоната, описујући његову веселост у изгнанству и блудничење са јавним женама у Риму, наговарајући је да се освети за мужево неверство уз његову љубав. Одлучно одбијен, одговара да је само искушавао Имогенину врлину из пријатељства према Леонату, у шта она поверује, и моли је да му до сутра сачува шкрињу са даровима за Цезара.

### Други чин
Имогена ради сигурности наређује да драгоцену шкрињу унесу у њену собу. Када она заспи, из шкриње се ишуња Јакимо и скине јој са руке гривну, Леонатов поклон, и опази младеж са пет тачкица на њеној левој дојци. Потом се враћа у сандук, који његове слуге ујутро однесу. Истог јутра, охоли Клотен наваљује на Имогену својим грубим удварањима, уз подршку самог краља, правдајући своје поступање државним интересима и називајући Имогенин брак лудошћу, а Леоната просјаком и робом. Отворено одбијен, он прети да ће је тужити краљу, и заклиње се да ће се осветити.
У Риму, Јакимо обавештава Леоната да је извршио прељубу са Имогеном. Пошто му Леонат не верује, он му показује њену гривну, описује њену спаваћу собу и младеж на њеној дојци. Убеђен у Имогенино неверство, Леонат пада у гнев и очајање, и држи дуг монолог о неверности жене.

### Трећи чин
На Симбелиновом двору, римски посланик Кај Луције тражи од краља годишњи данак од две хиљаде фунти злата, који Британија плаћа Риму откако је Симбелинов стриц Касибелан побеђен од Јулија Цезара. Међутим, уз подршку краљице и Клотена, краљ одбија даље плаћање данка, наводећи да је Британија јача него некад, а да су Римљани заузети устанцима у Панонији и Далмацији. Кај Луције им објављује рат.
У исто време, Имогена је добила Леонатово писмо, у коме је он лажно обавештава да је стигао у луку Милфорд у Велсу, и радосно се спрема за пут. Леонатов слуга Писанио добио је друго писмо, у коме му господар наређује да на путу убије Имогену због неверства. Писанио зна да је то лаж, и верује да му је господара неко обмануо.
За то време, у скровитој пећини у велшким планинама живи Беларије, стари ратник кога је Симбелин пре двадесет година неправедно казнио изгнанством након лажне доставе да је у дослуху са Римљанима. Да се освети, Беларио је уз помоћ краљевске дадиље, своје жене, отео Симбелинове синове Гвидерија и Авирага, који су имали две и три године, и о њима се на двору више ништа није чуло. Међутим, Беларио их је обојицу подигао као своје синове, обучивши их за лов и причајући им о својим јуначким делима, али сакривши од њих њихово краљевско порекло. Обојица су израсли у снажне и поносне ловце и ратнике.
На путу за Милфорд, Писанио показује Имогени Леонатово писмо, у коме је муж назива блудницом и наређује њену смрт. Она је згрожена и увређена, убеђена да је у Риму нашао другу жену и зато јој жели смрт, и подстиче Писанија да је убије пошто више нема куда, пошто ју је муж напустио, а на двору је чека брак са Клотеном који јој је гори од смрти. Писанио је теши и уверава је да је Леонат преварен, и наговара је да се преобуче у мушко одело и ступи у службу код Каја Луција, који је у Милфорду, са којим може остати док се ствари не разјасне. На растанку, даје јој кутију са лековима коју је добио од краљице, Имогенине маћехе и Клотенове мајкеː лек је заправо отров, а краљица га је дала Писанију како би га се ослободила и оставила Имогену без пријатеља на двору.
На двору, откривен је Имогенин нестанак. Клотен ухвати Писанија и силом извуче од њега Леонатово писмо. Пресвукавши се у Леонатово одело, он одјури у Милфорд за Имогеном. За то време, у Велсу, Имогена прерушена у пажа уморна и изгладнела случајно наиђе на Беларијеву пећину, и сви (нарочито њена браћа) је пријатељски дочекају и угосте.
У Риму, цар наређује Кају Луцију да са легијама из Галије упадне у Британију, и шаље му у помоћ римске патриције које предводи Јакимо.

### Четврти чин
Клотен долази у Велс, износећи своје намере да силом обешчасти Имогену, а затим је врати на двор, верујући да ће после тога морати да се уда за њега. За то време, Имогена је под маском пажа провела неколико дана у Беларијевој пећини, брзо се спријатељивши са његовим синовима (који су јој, заправо, браћа). Пошто се не осећа добро, она испије лек који је добила од Писанија док су њени домаћини у лову. Међутим, Клотен сусреће Гвидерија и нападне га, сматрајући га за одметника, али му овај одсече главу. Препознавши Клотена као краљевог пасторка, Беларије наговара синове да напусте тај крај, али у пећини нађу Имогену, која је без свести и знакова живота. Мислећи да је мртва, они је положе поред Клотеновог тела и окруже цвећем, намеравајући да их увече обоје сахране поред Беларијеве покојне жене. Док су они одсутни, Имогена се буди и угледа поред себе леш без главе, у Леонатовом оделу. Верујући да је то леш њеног мужа, она пада по њему јадикујући и изгуби свест. Утом наиђе римска војска, коју предводи Кај Луције, и проналази Имогену како грли тело без главе. Дошавши себи, Имогена се представља као слуга Фиделио чијег су господара убили разбојници, и моли Римљане да јој допусте да га сахрани и ожали. Дирнут њеном верношћу према мртвом господару, Кај Луције је узима у службу.
За то време, Симбелин и Британци се спремају да дочекају римску војску, иако је краљ збуњен Имогениним и Клотеновим нестанком, и болешћу своје краљице, која је пала у болест и лудило након нестанка сина. Белариови синови натерају оца да се и они прикључе британској војсци.

### Пети чин
Леонат је дошао са римском војском у Британију, носећи са собом крваву марамицу коју му је Писанио послао као доказ да је убио Имогену. Обузет кајањем и грижом савести што је своју жену осудио на смрт, решен је да се прикључи британској војсци као обичан војник и погине у одбрани своје земље. Следи битка, у којој Римљани најпре потискују Британце и заробе Симбелина, али му притекну у помоћ Леонат, Беларио и његови синови. Они зауставе британско повлачење и охрабре побегле ратнике да се врате у битку. Захваљујући њиховом јунаштву, ратна срећа се преокрене и Британци побеђују. У току битке Леонат разоружа Јакима, али га поштеди. Не нашавши смрт у боју, коју жели у знак покајања за Имогену, Леонат се предаје Британцима као да је Римљанин. Мећу римским заробљеницима су Имогена, Кај Луције и Јакимо. У тамници, Леонату у сан долазе мајка, која је умрла рађајући га, и отац и старија браћа, који су славно погинули у боју против Римљана пре његовог рођења. Њихове душе моле Јупитера да се смилује Постхуму, који преварен од Римљанина Јакима страда без кривице. Најзад се појави и сам Јупитер, и обећа да ће му вратити Имогену и срећу. Леонат се буди и на грудима налази хартију на којој пишеː
Кад лавље младунче, незнано само себи, без тражења нађе и загрљено буде од дивне жене; кад с високог кедра одсеку гране, па оне, мртве већ мноо година, поново оживе, споје се са старим стаблом и опет почну расти, онда ће Постхум окончати своју беду, а Британија бити срећна и цветати у миру и изобиљу.
Сутрадан, у британском логору, Симбелин награђује Беларија и његове синове и проглашава из за витезове, иако жали што је четврти јунак из боја (прерушени Леонат) нестао. Уто долази дворски лекар, и обавештава га да је краљица на самрти, у лудилу признала да је покушала да отрује Имогену како би обезбедила престо свом сину, Клотену. Краљ прима римске заробљенике, међу којима су Имогена и Леонат, и осуђује их на смрт, иако Кај Луције моли за живот свог пажа Фиделија. Симбелин угледа Имогену и сажали се на њу, не знајући зашто, и узима је за пажа. Имогена моли краља да испита Јакима, на чијем је прсту препознала Леонатов прстен. Јакимо јавно признаје како је преварио Леоната и оклеветао Имогену, нашта Леонат иступи, открива своје име и моли краља да га погуби у мукама, пошто је он тај који му је убио кћер. Када Леонат изјави своју љубав према покојној Имогени, Имогена (и даље прерушена као Фиделио) прискочи да га загрли, али је он обори ударцем, нашта се умеша Писанио, који открива свима да је то његова господарица Имогена, која је жива. Пошто дође себи, Имогена оптужује Писанија да ју је отровао, али краљевски лекар објашњава да је краљици, кад му је тражила смртоносни отров, дао само безазлени напитак за спавање, који је она као лек дала Писанију. Пошто се најзад сви препознају, Леонат и Имогена се загрле, а Симбелин их благосиља. Писанио признаје да је упутио Клотена у Велс, нашта Гвидерије признаје да га је убио. Симбелин наређује његово хапшење, али му Беларије открива да су Гвидерије и Арвираг његови давно нестали синови, што потврђује младеж у облику звезде на Гвидеријевом врату. Захвалан боговима за повратак троје своје деце, Симбелин помилује заробљене Римљане и пристаје да добровољно даје данак Римљанима у замену за вечни мир. На крају, Леонат открива краљу да је он био незнани јунак из битке, што Јакимо потврђује, и сви заједно одлазе у Јупитеров храм како би прославили склапање мира.